# 아키타 사키가케 신보

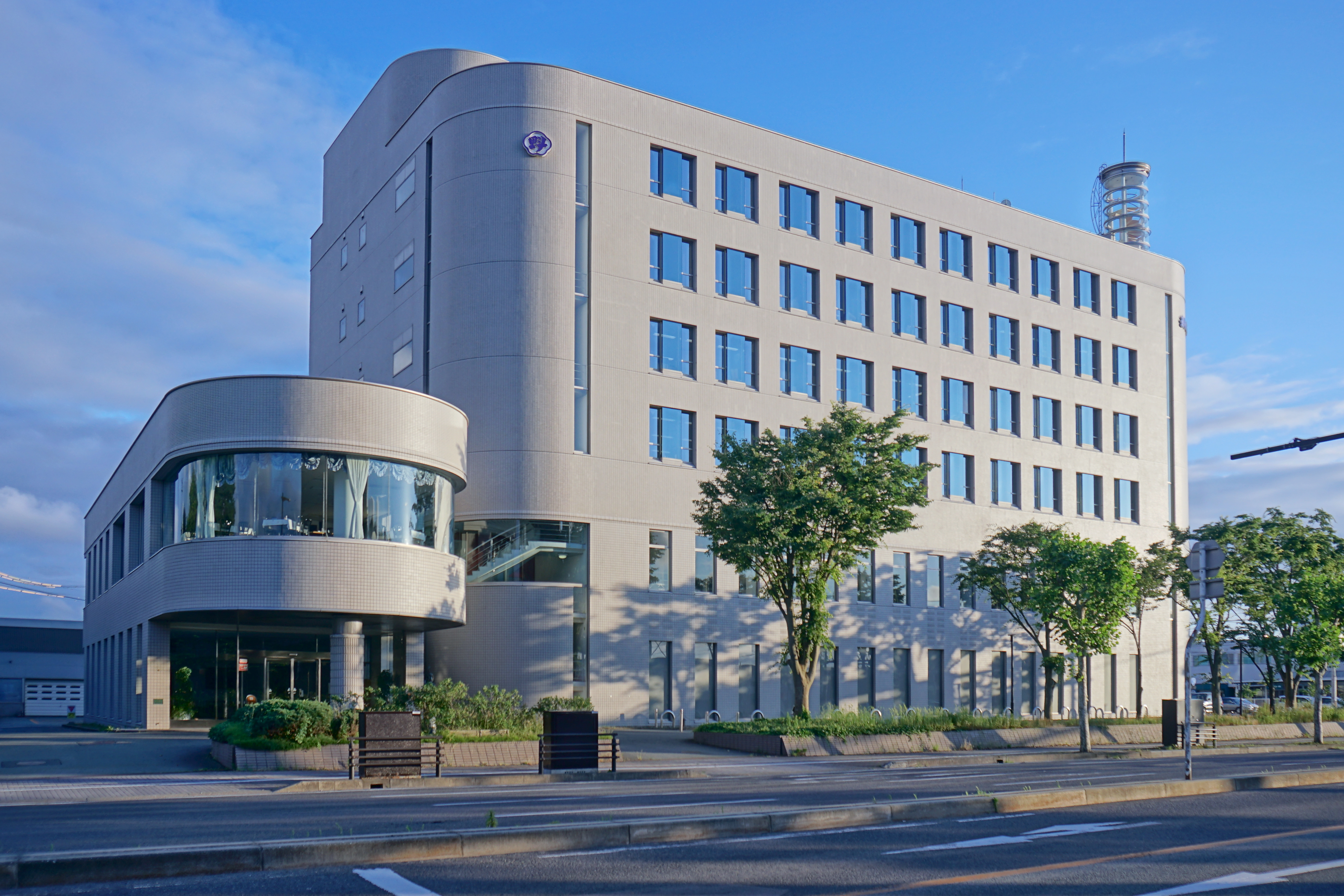
사옥의 모습

아키타 사키가케 신보秋田魁新報 あきたさきがけしんぽう[*]는 아키타현 아키타시에 본사를 두고 있는 주식회사 아키타 사키가케 신보사에서 발행하는 지역 신문이다. 1973년에 창간하고 1889년부터 현재의 명칭으로 간행이 시작되어 1994년부터는 신사옥으로 이전, 1998년에는 홈페이지를 개설했다.